# عیسالی
عیسالی (به ترکی آذربایجانی: İsalı) یک منطقهٔ مسکونی در جمهوری آذربایجان است که در شهرستان گدابیگ واقع شده‌است. عیسالی ۱٬۰۷۳ نفر جمعیت دارد.